# Caprivibrücke

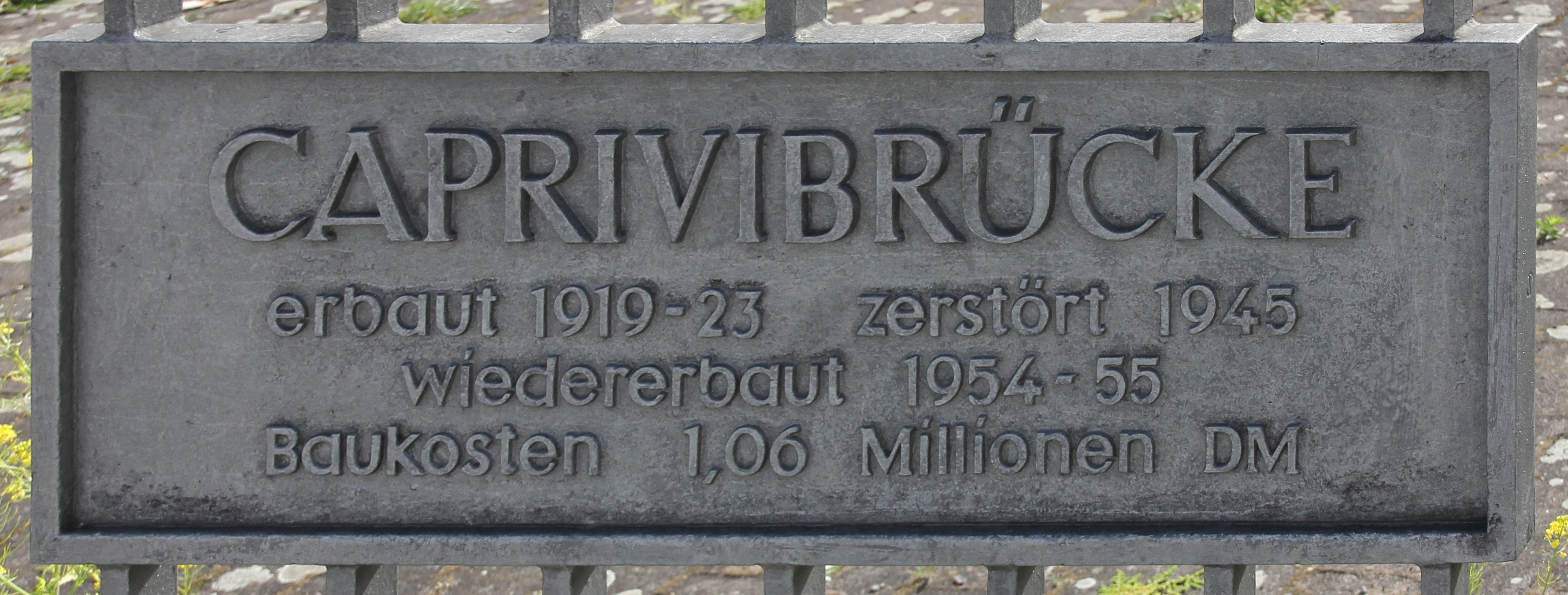
Gedenktafel, Caprivibrücke, in Berlin-Charlottenburg

Die Caprivibrücke ist eine Straßenbrücke über die Spree im Berliner Ortsteil Charlottenburg. Benannt wurde sie nach dem Reichskanzler Graf Leo von Caprivi. Die heutige Brücke ist ein Neubau aus dem Jahr 1956.

## Lage
Die Caprivibrücke verbindet via  Wintersteinstraße und  Sömmeringstraße die Otto-Suhr-Allee mit der Kaiserin-Augusta-Allee. Über die Caprivibrücke verlaufen vier Fahrspuren und zwei Bürgersteige. Sie hat acht etwa zehn Meter hohe Straßenlaternen. Die nächstgelegenen U-Bahnhöfe sind Richard-Wagner-Platz und Mierendorffplatz. Direkt an der Brücke gibt es eine Wassertaxi-Abfahrtstelle und eine Bedarfsanlegestelle von Ausflugsschiffen. Am Nordufer unterhalb der Brücke liegt der 2013 eröffnete Österreichpark, der sich nach Westen bis zu einem Altarm der Spree erstreckt. Etwas östlich von der Caprivibrücke steht das alte Kraftwerk Charlottenburg.

## Geschichte
Eine aus Bürgerspenden finanzierte einfache Holzbrücke bildete im Jahr 1900 den ersten Spreeübergang an der heutigen Stelle, der den Namen Caprivibrücke zu Ehren des damaligen Reichskanzlers erhielt. Mit der Eingemeindung Charlottenburgs nach Berlin beschloss das nun zuständige Berliner Brückenbauamt die Errichtung einer festen Spreebrücke und die Holzkonstruktion wurde abgetragen. Zwischen 1919 und 1923 entstand die neue Caprivibrücke als Stahlbogenbrücke. Der Bogen hatte eine Länge von 55 Metern, an den sich beidseitig je elf Meter lange Eisenbalken zur Querung der Uferstraßen anschlossen. Die Fahrbahn war zehn Meter breit, seitlich neben den Stahlbögen wurden die je sechs Meter breiten Gehwege angehängt. Im Zweiten Weltkrieg wurde gegen Ende der Schlacht um Berlin die Brücke von Truppen der Wehrmacht gesprengt, um den Vormarsch der Roten Armee zu behindern. Der Wiederaufbau nach Originalplänen wäre mit den um 1950 vorhandenen Materialien und technischen Mitteln kaum durchführbar und finanzierbar gewesen, fast alle Brückenteile waren in das Flussbett gestürzt. 1954 begann der Neubau der heutigen Caprivibrücke, für den eine moderne Spannbetonkonstruktion gewählt wurde. Der Bau der Brücke erfolgte durch die Firma Philipp Holzmann, als Spannstahl wurde Material aus dem Stahlwerk Rheinhausen eingesetzt. Die dabei auf 24 Meter verbreiterte Brücke erstreckt sich über die gesamte Spreebreite. Die schrägen Seitenstützen konnten auf den noch vorhandenen, aber statisch verstärkten Pfahlgründungen des Vorgängerbauwerks aufgesetzt werden. Die neue Brücke besteht aus einem flachen Rahmentragwerk aus zwei torsionssteifen Hohlkästen und wurde im September 1956 eröffnet.
2021 plante die Senatsverwaltung für Umwelt, Verkehr und Klimaschutz, die Brücke mit einem Radweg anstelle der bisherigen Parkplätze umzubauen.

## Entenrennen
Im Herbst 2008 organisierte das Bezirksamt Charlottenburg-Wilmersdorf unter der Schirmherrschaft seiner Bezirksbürgermeisterin Monika Thiemen gemeinsam mit Pfarrer Martin Germer von der Kaiser-Wilhelm-Gedächtniskirche ein „Charity-Entenrennen“. Interessenten konnten die Starterlaubnis für eine Gummiente kaufen. Alle 5000 nummerierten Enten wurden gleichzeitig am Siemenssteg in das Wasser geworfen. An der Caprivibrücke wurde die Reihenfolge gestoppt, die schnellsten „Vögel“ hatten die etwa 400 Meter lange Strecke nach 30 Minuten erreicht. Der Erlös dieser Wohltätigkeitsveranstaltung wurde für die Sanierung des Turms der Gedächtniskirche gespendet.